# Extremely Wicked, Shockingly Evil and Vile

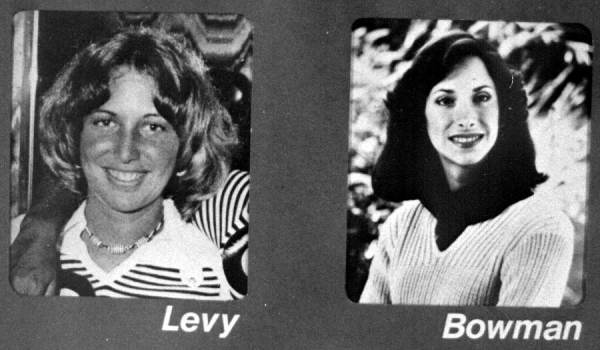
Lisa Levy och Margaret Bowman, mördade den 15 januari 1978.

Extremely Wicked, Shockingly Evil and Vile är en amerikansk dramafilm från 2019 om seriemördaren Ted Bundy. Filmen bygger på Elizabeth Kendalls memoarer The Phantom Prince: My Life with Ted Bundy; Kendall var Bundys flickvän från 1969 till 1976.
Filmens titel "Extremely Wicked, Shockingly Evil and Vile" syftar på domaren Edward D. Cowarts beskrivning av morden på 21-åriga Margaret Bowman och 20-åriga Lisa Levy i Chi Omega Sorority House vid Florida State University den 15 januari 1978. Den 24 juli 1979 dömde Cowart Bundy till döden.
Ted Bundy spelas av Zac Efron och Lily Collins gör rollen som hans flickvän Liz Kendall. Sångaren i Metallica, James Hetfield, gör en biroll som Robert Hayward, den polisman som grep Bundy i Granger, Utah den 16 augusti 1975.

## Rollista
| Zac Efron          | – Ted Bundy        |
| Lily Collins       | – Liz Kendall      |
| Kaya Scodelario    | – Carole Ann Boone |
| Jeffrey Donovan    | – John O'Connell   |
| Angela Sarafyan    | – Joanna           |
| Dylan Baker        | – David Yocom      |
| Brian Geraghty     | – Dan Dowd         |
| Terry Kinney       | – Mike Fisher      |
| Haley Joel Osment  | – Jerry Thompson   |
| James Hetfield     | – Bob Hayward      |
| Grace Victoria Cox | – Carol DaRonch    |
| Jim Parsons        | – Larry Simpson    |
| John Malkovich     | – Edward Cowart    |
| Justin McCombs     | – Jim Dumas        |
| Forba Shepherd     | – Louise Bundy     |